# Al-Baqi
Al-Baqīʿ (in arabo بقيع الغرقد‎?, Baqīʿ al-Gharqad), cimitero storico nella parte orientale di Yathrib (poi Medina) in cui si inumavano, secondo l'usanza semitica in vigore anche in quelle parti, i cadaveri in un semplice sudario.
Letteralmente l'espressione araba significa "il Pruneto", e alla sua estremità corre il Wādī al-ʿAqīq, che contorna l'oasi a mo' d'anello. Nel cimitero furono sepolti tutti i più importanti musulmani che accompagnarono Maometto nell'egira (salvo lo stesso Profeta e i suoi due primi successori, o califfi), fra cui la sua stessa terza moglie Aisha e il terzo califfo ʿUthmān ibn ʿAffān.
Trovarvi sepoltura fu considerato raro privilegio, per la vicinanza simbolica con i protagonisti più illustri del primo Islam ma nel 1926, l'indomani della sua riuscita conquista dell'Arabia, il sovrano saudita ʿAbd al-ʿAzīz Āl Saʿūd, ne demolì gli orpelli rimasti, al fine di evitare che il ricordo dei morti, sia pure di grande rilevanza, ottundesse il culto che si deve al solo Dio (Allāh), in ottemperanza a un precetto islamico che nel Wahhabismo ha trovato la sua più rigida applicazione.
L'avvenimento non ha mancato di suscitare malumori tra i molti devoti musulmani che ritengono non essere in alcun modo ravvisabile un culto dei morti negli atti di umana pietà riservati ai propri cari defunti, sulla scorta d'altronde di quanto espresso dallo stesso Muḥammad sulla tomba del figlioletto Ibrāhīm, partoritogli poco prima della sua morte dalla moglie-schiava copta Maryam e in altri episodi di umano cordoglio espresso sul luogo dell'inumazione dal Profeta verso qualche suo amico defunto.